# Rudolf Werner (Politiker)

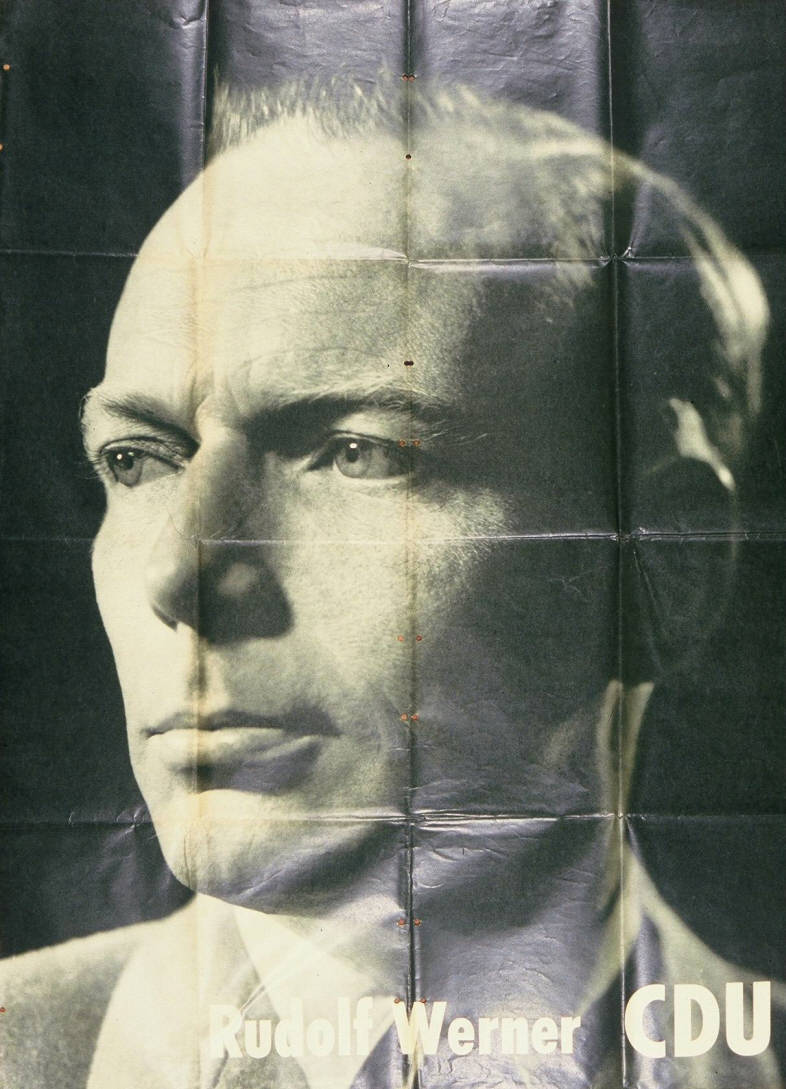
Rudolf Werner auf einem Wahlplakat zur Bundestagswahl 1961

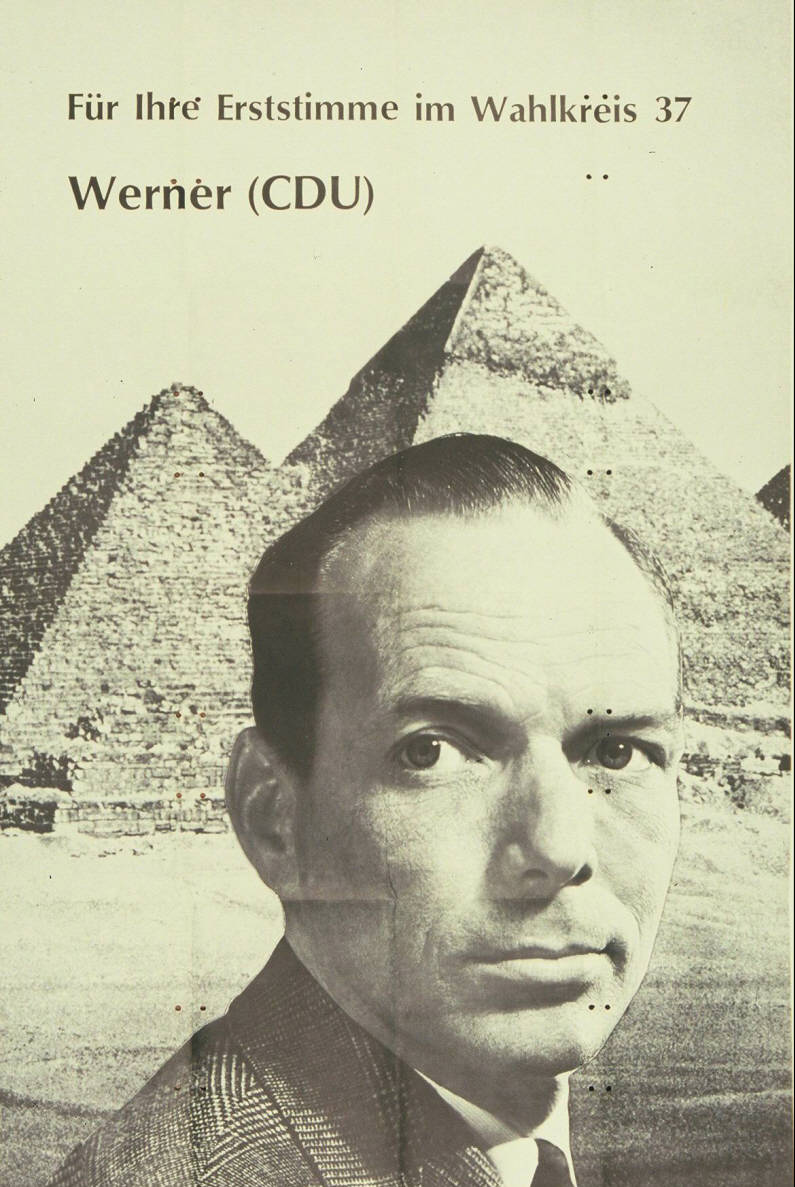
Kandidatenplakat zur Bundestagswahl 1965

Rudolf August Werner (* 31. März 1920 in Hannover; † 7. Mai 1996 ebenda) war ein deutscher Unternehmer und Politiker (CDU).

## Leben und Beruf
Werner wurde als Sohn eines Ingenieurs geboren. Nach dem Besuch des Realgymnasiums und der Weiterbildung am City of London College absolvierte er eine kaufmännische Lehre. Von 1939 bis 1945 nahm er als Soldat am Zweiten Weltkrieg teil, zuletzt als Leutnant der Reserve. Bei Kriegsende geriet er in Gefangenschaft in den USA, im POW-Camp Trinidad, aus dem er 1946 entlassen wurde.
Werner war seit 1941 Inhaber verschiedener Gewerbebetriebe, so unter anderem Inhaber eines Tuchgeschäftes in Hannover-Kirchrode. Später fungierte er als Mitglied in verschiedenen Berufsausschüssen auf Landes- und Bundesebene sowie als Vorstandsmitglied in mehreren Unternehmen. Darüber hinaus war er Vizepräsident der Deutschen Stiftung für Entwicklungshilfe. Laut der Rosenholz-Datei gehörte Rudolf Werner zu einer Gruppe von Bundestagsabgeordneten, die in den 60er Jahren vom Ministerium für Staatssicherheit als Ziele für konspirative Aktionen vorgesehen waren. Der Abschöpfungsversuch blieb jedoch erfolglos.
Werner war zweimal verheiratet und hatte sechs Kinder.

## Partei
Werner trat 1946 in die CDU ein und war von 1968 bis 1974 Vorsitzender des CDU-Kreisverbandes Hannover.

## Abgeordnetentätigkeit und Aufgaben für die Bundesregierung
Werner war von 1959 bis 1961 Ratsmitglied der Stadt Hannover. Dem Deutschen Bundestag gehörte er vom 24. Juli 1959, als er für den verstorbenen Abgeordneten Ernst Pernoll nachrückte, bis 1965 sowie erneut von 1969 bis 1972 an. Er war stets über die Landesliste Niedersachsen ins Parlament eingezogen. Vom 23. April 1964 bis 1965 war er stellvertretender Vorsitzender des Bundestagsausschusses für Entwicklungshilfe. Außerdem war er von 1970 bis 1973 Mitglied des Europäischen Parlamentes.
Für den Bundestagswahlkampf setzte er große Summen aus seinem Privatvermögen ein. So engagierte Werner 1969 den Werbefachmann Charles Wilp. 1972 ließ Werner sich von ihm für den Entwurf eines Wahlplakats mit neun nackten Kindern fotografieren. Durch das niedersächsische CDU-Landeslistengremium wurde er deshalb vom 9. auf den aussichtslosen 23. Listenplatz verschoben.
Werner führte im Auftrag der Bundesregierung verschiedene Vermittlungsaktionen im Nahen und Mittleren Osten durch.

## Ehrungen
- 1973: Bundesverdienstkreuz 1. Klasse
- Orden al Mérito de Chile